# あんく
あんく（ANKH）はかつて存在していた有限会社オー・パーツ（東京都江東区）のアダルトゲームブランド。姉妹ブランドにPUCHI-ANKH（ぷちあんく）・タリスマンがあった。
経営主体のオー・パーツは2007年2月20日付で倒産。既発売の作品はマリゴールドがサポートを継承しダウンロード販売で引き続き提供されている他、公式サイトのアーカイブはスタジオエアの公式サイト内に残されている。

## 主な作品

### あんく
- 百舌鳥ノ贄
- 咎～ケガレタシズク～
- 贄狩ノ痕
- to…
- innocence pain ～満ちる闇 欠ける月～
- はてなきそら
- なつ☆なつ
- まじかるサマー壊決天使 エグゼキュート
- MOZU（「百舌鳥ノ贄」のリニューアル作品）
- ぽっと -Rondo for Dears-
- VANISHING TWIN（2007年4月27日発売予定だったが、事実上発売中止に）

### PUCHI-ANKH
- 非常識 ～快楽はそこにある～
- 学園カウンセラー
- 百舌鳥ノ贄 ｉｆ… ～早贄ノ章～

## 参加していたスタッフ
原画
- 榊MAKI
- 卯月新

シナリオ
- 烏童マリヤ